# Comuna de Strzegom
Strzegom (polaco: Gmina Strzegom) é uma gminy (comuna) na Polónia, na voivodia de Baixa Silésia e no condado de Świdnicki (dolnośląski). A sede do condado é a cidade de Strzegom.
De acordo com os censos de 2004, a comuna tem 27 220 habitantes, com uma densidade 188,1 hab/km².

## Área
Estende-se por uma área de 144,71 km², incluindo:
- área agricola: 73%
- área florestal: 10%

## Demografia
Dados de 30 de Junho 2004:
|                      | Total   | Total | Mulheres | Mulheres | Homens  | Homens |
| -------------------- | ------- | ----- | -------- | -------- | ------- | ------ |
|                      | pessoas | %     | pessoas  | %        | pessoas | %      |
| População            | 27 220  | 100   | 13 948   | 51,2     | 13 272  | 48,8   |
| Densidade (pop./km²) | 188,1   | 100   | 96,4     | 96,4     | 91,7    | 91,7   |

De acordo com dados de 2002, o rendimento médio per capita ascendia a 1364,96 zł.

## Subdivisões
- Bartoszówek, Goczałków, Goczałków Górny, Godzieszówek, Granica, Graniczna, Grochotów, Jaroszów, Kostrza, Międzyrzecze, Modlęcin, Morawa, Olszany, Rogoźnica, Rusko, Skarżyce, Stanowice, Stawiska, Tomkowice, Wieśnica, Żelazów, Żółkiewka.

## Comunas vizinhas
- Dobromierz, Jaworzyna Śląska, Mściwojów, Świebodzice, Udanin, Żarów